# Тодирешты (Унгенский район)
Тодирешты (рум. Todireşti, Тодирешты, Тодорешты, Тодерешты) — село в Унгенском районе Молдавии. Является административным центром коммуны Тодирешты, включающей также село Грасены.

## География
Село расположено на высоте 87 метров над уровнем моря.

## Население
По данным переписи населения 2004 года, в селе Тодирешть проживает 3400 человек (1666 мужчин, 1734 женщины).
Этнический состав села:
| Национальность | Число жителей | Процентный состав |
| -------------- | ------------- | ----------------- |
| молдаване      | 3371          | 99.15             |
| украинцы       | 13            | 0.38              |
| румыны         | 7             | 0.21              |
| русские        | 6             | 0.18              |
| гагаузы        | 1             | 0.03              |
| болгары        | 1             | 0.03              |
| прочие         | 1             | 0.03              |
| Всего          | 3400          | 100%              |

## Известные уроженцы
- Гринберг, Хаим Исаакович (1889—1953) — публицист, теоретик и лидер Социалистической Еврейской Рабочей партии «Поалей Цион» в США.